# Anastasija Guženkova
Anastasija Dmitrievna Guženkova (in russo Анастасия Дмитриевна Гуженкова?; Togliatti, 16 agosto 1997) è una nuotatrice russa.

## Palmarès
- Europei

Glasgow 2018: argento nella 4x200m sl e nella 4x200m sl mista, bronzo nei 200m sl.
- Universiadi

Taipei 2017: oro nella 4x200m sl e argento nella 4x100m sl.
- Mondiali giovanili

Dubai 2013: bronzo nella 4x200m sl.
- Europei giovanili

Anversa 2012: oro nella 4x200m sl.
Poznań 2013: oro nei 200m farfalla, nella 4x200m sl e nella 4x100m misti.